# 丹那断層

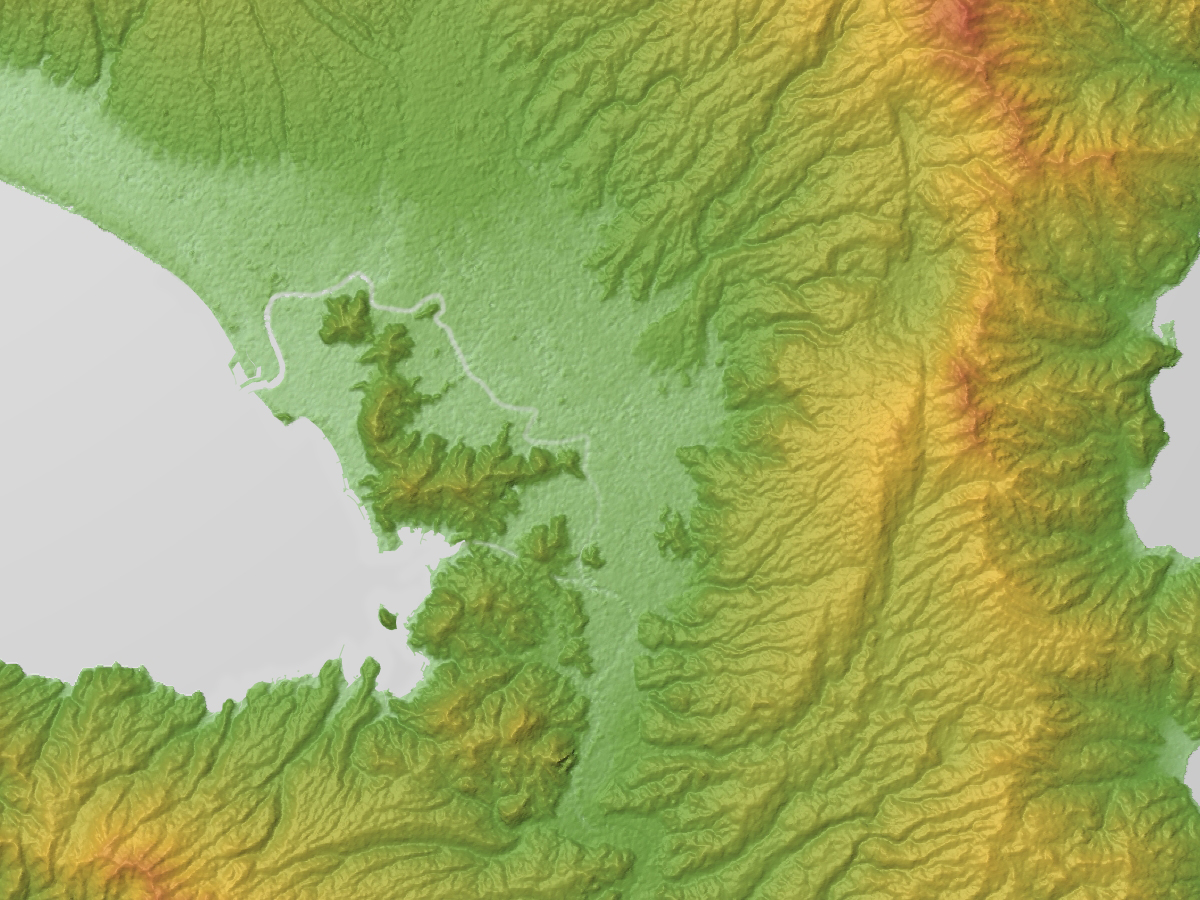
伊豆半島北部の地形図／右の南北に走る谷が丹那断層および北伊豆断層帯の断層群である。

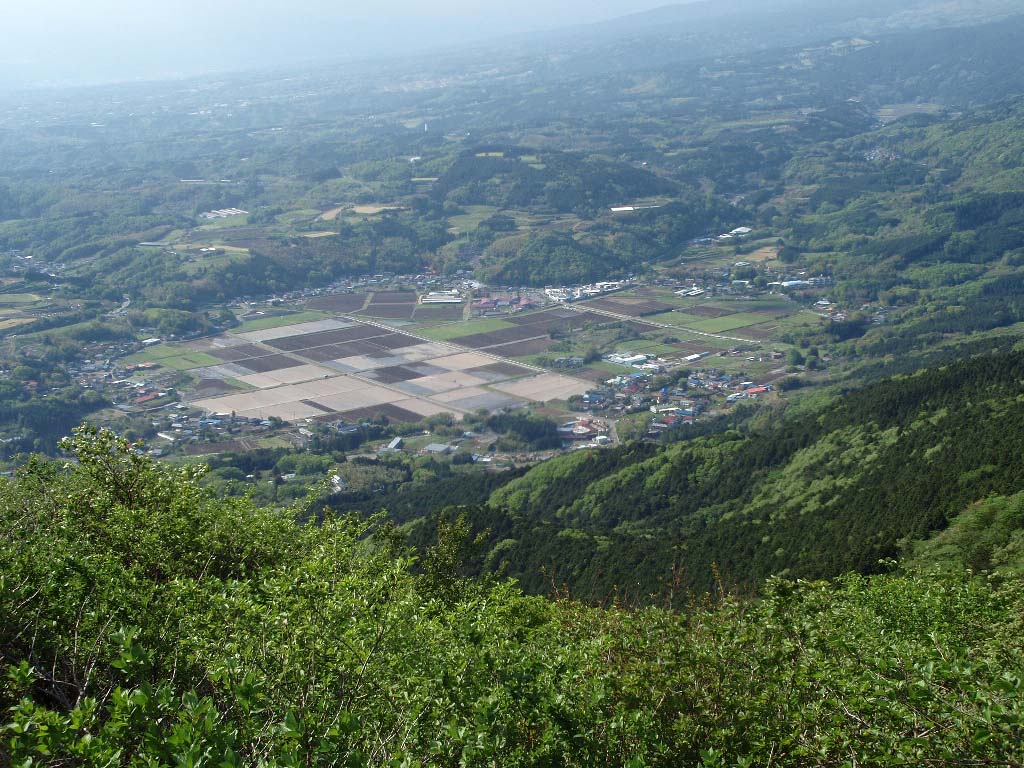
丹那盆地／画像の右奥から左下へ断層が走る。

丹那断層（たんな だんそう）は、日本の東海地方、静岡県の伊豆半島北東部にある断層。箱根山南麓から函南町の丹那盆地を通り、南の伊豆市内旧修善寺町域へ伸びる30kmほどの北伊豆断層帯を代表するものである。1980年代前半の発掘調査により、過去6000年から7000年の間に小さな活動も含めて9回の断層活動のあったことが確認されており、およそ700年から1000年の周期で巨大地震を起こすと考えられている。

## 歴史

### 北伊豆地震
1930年（昭和5年）11月26日、丹那断層は北伊豆地震を引き起こした。この時、断層は横ずれを起こしている。
北伊豆地震発生の際の横ずれ断層の様子が明瞭に現れた2つの区域と、“天然の地震計”と化した1つの物品は、地震の痕跡を示すものとして保存されている。

#### 丹那断層公園

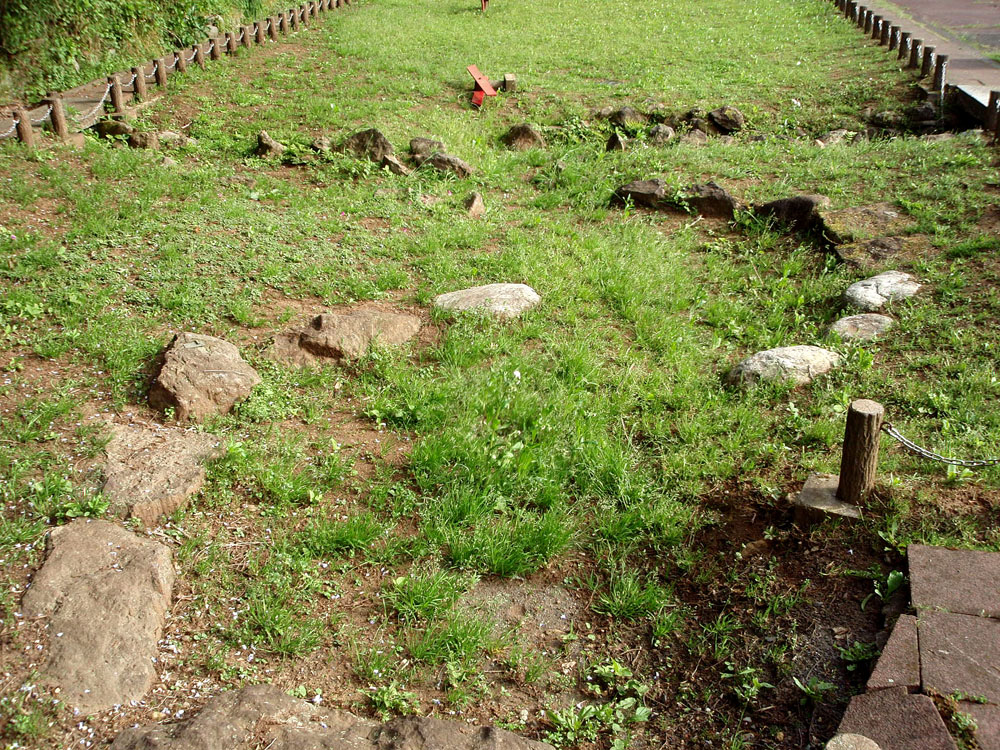
ずれた円状の石組み／丹那断層公園として整備されている。

丹那盆地に位置する函南町大字畑字上乙越では水路の石組みなどが2メートルほどずれた。
史蹟名勝天然紀念物保存法に基づいて1931年（昭和6年）7月に静岡県知事によって天然紀念物に仮指定された後、1935年（昭和10年）6月に国の天然紀念物に指定された。
周囲は丹那断層公園として整備され、地下からずれを観察できる施設も備える。

#### 火雷神社の断層
丹那盆地の北に位置する田代盆地に所在する火雷神社（からいじんじゃ、所在地：静岡県田方郡函南町田代57）では、石造りの鳥居とその先の石段の間でずれが生じた。崩壊した鳥居の柱と石段には1.4メートルほどのずれが見られる。
1981年（昭和56年）7月25日、函南町の天然記念物に指定された。

#### 地震動の擦痕

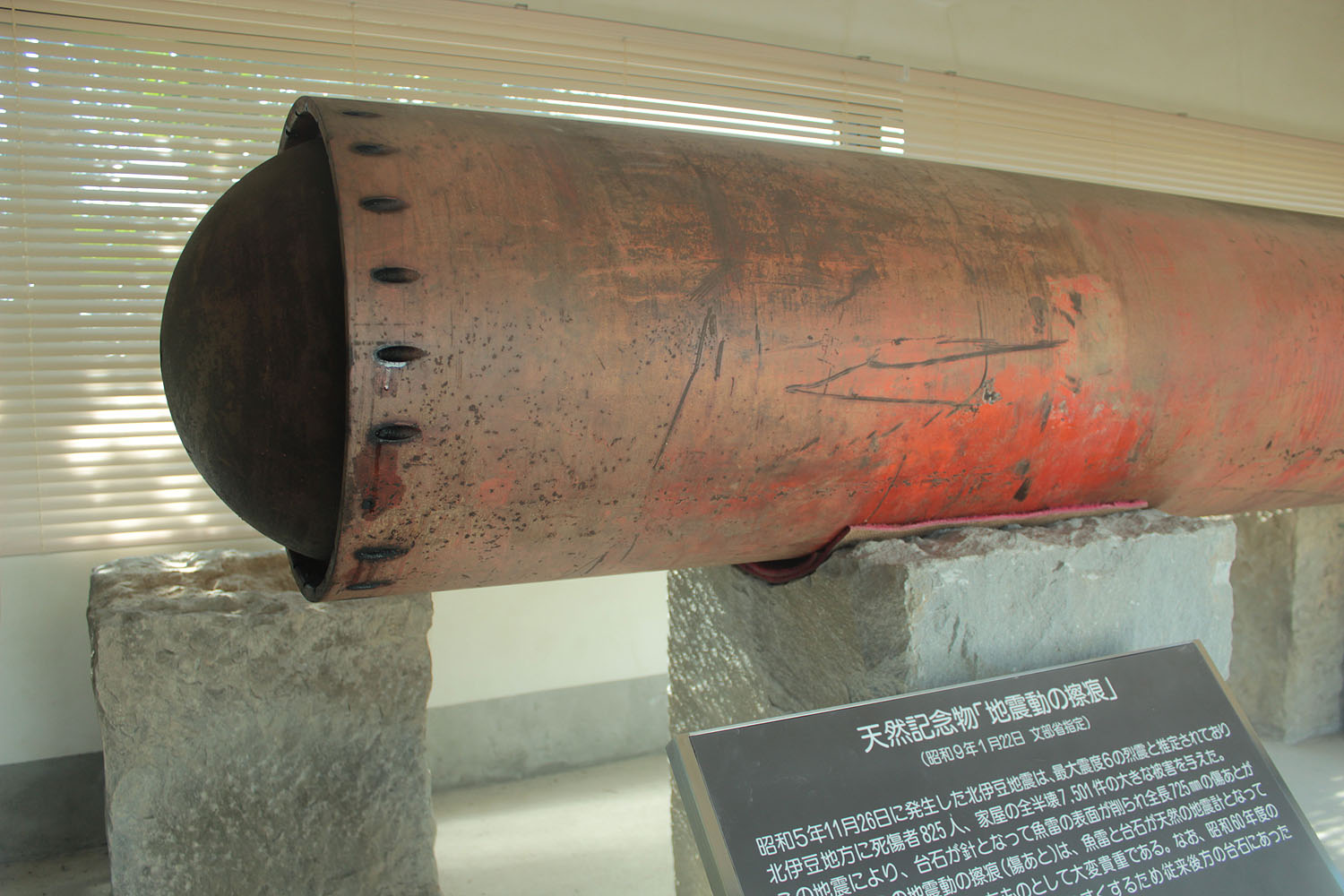
地震動の擦痕／公園の一角で保存・展示されている。

北伊豆地震の激しい揺れは、江間尋常小学校校庭に展示されていた魚雷とその台石を揺さぶった。その結果、魚雷の側面には台座の粗い造りになっている角に引っかかれてできた全長725mmの傷がくっきりと残された。奇しくも天然の地震計のように貴重な記録を留める形となったこの魚雷は、人工物でありながら、天然の現象を記録したという事由で、1934年（昭和9年）1月22日付で「地震動の擦痕（じしんどうのさっこん）」の名称で国の天然記念物に指定された。小学校が移転した跡地は現在江間公園として整備されており、その一角で保存されている。

#### 箱根町断層
直接繋がってはいないものの、北の延長線上には、芦ノ湖東岸を通って箱根山の外輪山の北東側に到る箱根町断層がある。この断層は、北伊豆地震の発生に伴って顕在化した地震断層の一つであり、歴史的に見れば、江戸時代の箱根関もそれとは知らぬままに箱根町断層の断層崖を利用した施設であった。

### 年表
- 承和8年7月1日（841年、平安時代前期） - 伊豆国にて地震の発生。丹那断層が引き起こしたと考えられる。『続日本後紀』第巻10に記録あり。
- 1930年（昭和5年）11月26日 - 丹那断層が北伊豆地震を引き起こす。
- 1931年（昭和6年）7月27日 - 畑字上乙越の地表地震断層が、静岡県知事によって「丹那主断層」の名称で天然記念物に仮指定される[2]。
- 1934年（昭和9年）1月22日 - 江間尋常小学校校庭に展示されていた魚雷が、「地震動の擦痕」の名称で国の天然記念物に指定される[7]。
- 1935年（昭和10年）6月7日 - 畑字上乙越の地表地震断層が、「丹那断層」の名称で国の天然記念物に指定される[3][8]。
- 1980年（昭和55年） - 東京大学地震研究所による丹那盆地の第1回発掘調査。
- 1982年（昭和57年） - 東京大学地震研究所による丹那盆地の第2回発掘調査。
- 1985年（昭和60年） - 東京大学地震研究所による丹那盆地の第3回発掘調査。3回に亘って行われた1980年代前半の発掘調査の結果、丹那断層については、過去6000年から7000年の間に小さな活動も含めて9回の断層活動のあったことが確認された。
- 2007年（平成19年）5月（もしくは2009年〈平成21年〉5月） - 丹那断層が、日本の地質百選の一つに選定される。
- 2012年（平成24年）8月28日 - 丹那断層公園が伊豆半島ジオパークの構成資源の一つに選定される。
- 2018年（平成30年）4月17日 - 伊豆半島ジオパーク（丹那断層公園を含む）が世界ジオパークに選定される。

## 参考画像

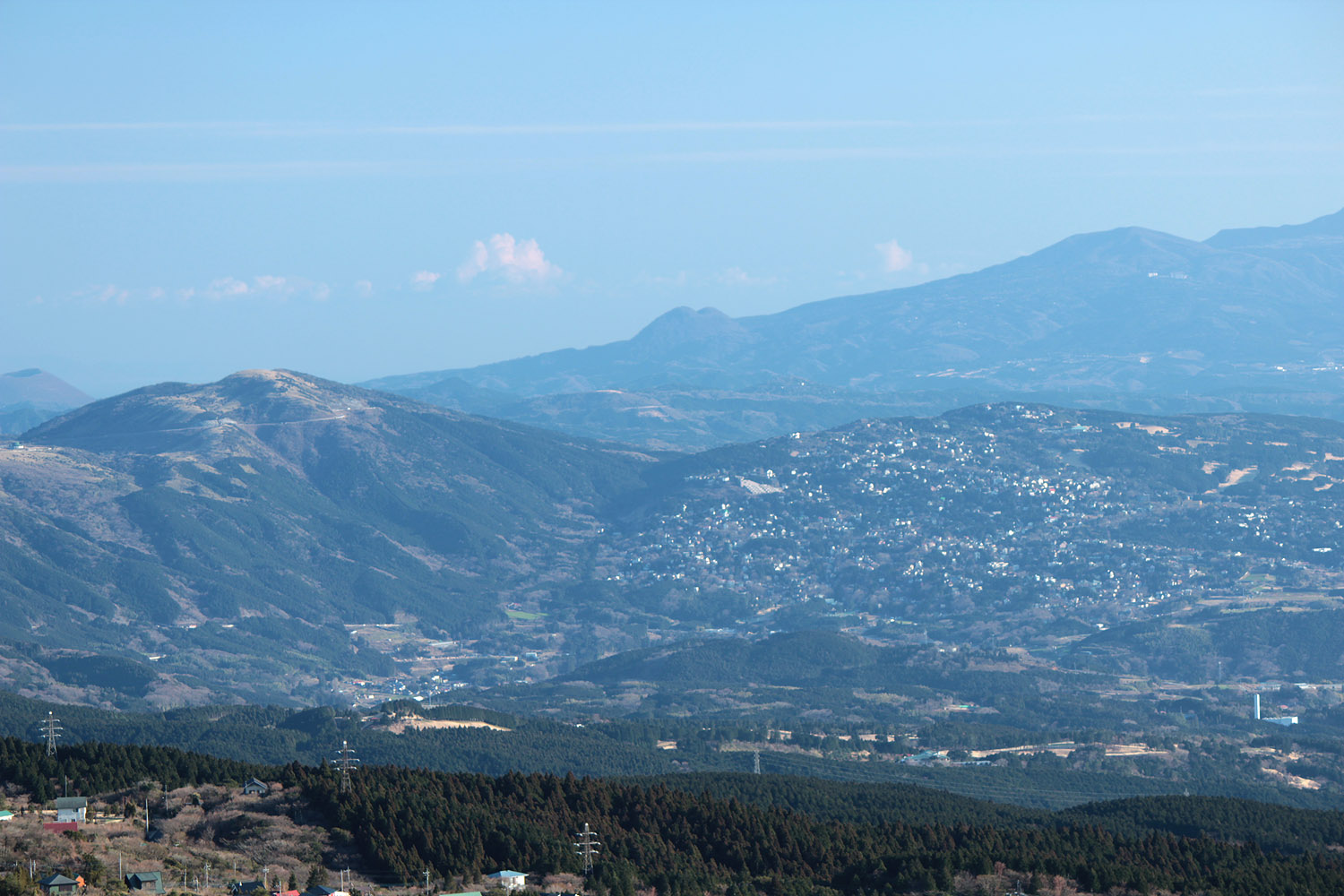
断層谷（中央右）を北の箱根火山の外輪山から望む。